# Енді Вілкінсон
Енді Вілкінсон (англ. Andy Wilkinson, нар. 6 серпня 1984, Стоун) — англійський футболіст, що грав на позиції правого захисника, насамперед за «Сток Сіті».

## Ігрова кар'єра
Народився 6 серпня 1984 року в місті Стоун. Починав займатися футболом у місцевому «Стоун Домінос», звідки 1998 року перейшов до академії «Сток Сіті». До заявки головної команди клубу, що на той час виступала у четвертому англійському дивізіоні, почав потрапляти 2001 року, алк в дорослому футболі дебютував лише 2003 року на правах оренди у команді «Телфорд Юнайтед».
Протягом наступних чотирьох років грав здебільшого по орендах, граючи за шотландський «Партік Тісл» та нижчолігові англійські «Шрусбері Таун» і «Блекпул».
Повернувшись з останньої команди до «Сток Сіті», в сезоні 2007/08 нарешті став основним гравцем команди, що на той час грала у Чемпіоншипі. У тому сезоні допоміг команді підвищитися в класі і наступні шість років захищав її кольори на рівні Прем'єр-Ліги. З 2013 року практично припинив потрапляти до складу команди із міста Сток-он-Трент, після чого більшу частину сезону 2014/15 провів в оренді у друголіговому «Міллволлі», після чого завершив ігрову кар'єру.